# 비잔티움 그리스
비잔티움 그리스에서는 동로마 제국 지배하의 그리스를 적는다.

## 로마 제국의 동서 분할
395년, 로마 황제 테오도시우스 1세가 사망해, 테오도시우스 황제의 아들 아르카디우스와 호노리우스는 로마 제국을 동서로 분할해, 각각 동로마와 서로마의 황제가 되었다. 이때 분할에는 현대의 그리스 공화국에 해당하는 부분은 동로마 제국에 속하게 되었다.

## 그리스어를 공용어로 전환
동로마 제국은 7세기가 되면서 제국의 공용어를 라틴어에서 사실상 제국의 공용어인 그리스어로 전환했지만, 그들은 결코 스스로를 로마인으로 여겼으며 그리스인으로는 보지 않았다.

## 슬라브인, 아바르인의 침입
540년 경부터 그리스 지역에 슬라브인의 진입이 시작되었다. 558년에는 콘스탄티노플에 공격을 더한 후, 남하하여 테르모필라이까지 진격한 슬라브인 부대도 출현했다. 그 후 티베리우스 2세 치하의 580년, 몽골계의 아바르인과 슬라브인의 대침입이 시작해 그리스의 제도시를 차례차례 파괴하여 갔다. 아바르인은 도나우강 이북에 쫓아버릴 수 있었지만, 슬라브인은 그대로 그리스의 마을에 정주하며 갔다. 그 후 서서아침 페르시아 제국과 동맹을 맺은 아바르인은 다시 도나우강을 넘어 발칸반도에 침입을 개시했다. 슬라브인도 공격에 참가해, 헤라클레이오스의 치하가 되면 만의 해안부를 제외한 그리스의 대부분이 슬라브인의 지배하가 되었다. 테살로니키나 펠로폰네소스 남단의 모넴바시아는 그리스인의 손에 남았지만, 그리스 도시의 상당수는 황폐, 슬라브화했기 때문에, 스클라비니아로 불렸다.

## 동로마 제국에 의한 그리스 재정복
동로마 제국은 그리스를 되찾을 수 있도록, 또 슬라브인의 포로를 얻을 수 있도록 여러 번 스클라비니아에 원정을 실시해, 그리스를 수복하여 나갔다. 니케포로스 1세 치하에서는 테마 마케도니아, 테마 헬라스, 테마 테살로니카, 테마 펠로폰네소스가 설치되어 있어 그리스인의 재이주와 슬라브인의 그리스화가 진행되었다. 토지의 재개발도 진행되어, 트라키아나 테살리아의 평원에서는 밀이 생산되어 테이베로는 직물의 공장이 지어져 그 생산물이 세로서 콘스탄티노풀에 납입되게 되었다. 하지만, 동로마의 지배는 아테나이의 주교가 '도대체 여러분에게 무슨 부족이 있는가. 테바이의 견직물이지 않든지, 테살리아나 마케도니아에서 취할 수 있던 밀이기도 할 리 없다.그것은 모두 우리가 만든 것이다. 하지만, 모든 물건은 콘스탄티누폴리스에 흘러 가 버린다.'라고 한탄할 정도의 중세에 의한 압정에 괴롭힘을 당했다. 그 때문에 1084년에 코르후 섬이 노르만인에 점령되었을 때나 후의 십자군의 침입 시, 현지의 시민은 침입자들을 콘스탄티노풀의 중앙정부로부터의 압정으로부터의 해방자로서 환영했다.

## 불가리아 제국의 침입

1025년, 황제 바실레이오스 2세 사망시의 동로마 제국

10세기, 시메온 1세 아래에서 강대하게 된 불가리아 제국은 콘스탄티누폴리스를 공격하는 한편, 그리스 본토에도 공격을 더하고 있어, 한 때는 펠로폰네소스 북단까지 불가리아군의 제압하에 들어갔다. 다행히도 불가리아 제국은 시메온 1세의 사망에 의해서 그 세력이 쇠퇴했기 때문에, 그리스 본토는 동로마 제국이 다시 되찾았지만, 997년에 즉위한 사무일에 의해서 그리스 본토는 다시 동로마 제국과 불가리아 제국의 전장이 되었고, 그리스는 큰 피해를 받았다. 그러나, 1018년에 로마 제국의 황제 바실리오스 2세에 의해서 불가리아 제국이 멸망당하면서, 그리스에는 평화가 찾아왔다.

## 노르만인의 침입
남 이탈리아를 정복한 노르만인, 로베르토 기스카르는 비잔티움 정복도 검은 빛, 발칸반도에 침입했다. 이 원정은 동로마 제국의 저항과 로베르토의 병사에 의해서 중지되었지만, 이 후도 노르만인은 1148년, 1185년에 그리스에 침공했다. 특히 1185년에는 테살로니카가 함락당해, 시민은 학살되는 등 큰 피해를 받았다.

## 십자군 국가의 수립
1204년, 제4차 십자군에 의해서 동로마 제국이 일시적으로 멸망당하였다. 이 여파로 그리스에는 아테네 공국, 아카이아 공국 등의 십자군 국가와 동로마 제국의 계승을 자처하는 귀족 정권인 니케아 제국, 에페이로스 공국, 트라페준타 제국이 수립되었다. 이후 미하일 8세와 니케아 제국은 1261년에 동로마 제국의 수도 콘스탄티누폴리스를 되찾았고, 동로마 제국을 부활시켰다.

## 계속 되는 내전과 오스만의 침략
로마 제국이 재건된 뒤로 끊임없는 외세의 위협과 여러 차례의 내전은 제국을 수렁에 빠트렸고, 결국 1453년, 소아시아에서 발흥한 오스만 베이국에 의하여, 동로마 제국은 콘스탄티노폴리스의 함락으로 멸망당하였다. 오스만 제국 콘스탄티누폴리스를 수도로 삼았고, 이후 사실상 동로마 제국의 계승국은 모두 멸망당하였다. 또한 그리스 본토에 있는 대부분의 국가를 멸망시킴에 따라서, 그리스도 오스만 제국의 지배하에 오스만령 그리스로 변모하게 되었다.

## 같이 보기
- 동로마 제국
- 비잔티움 그리스인
- 프랑크인의 지배

## 참고 문헌
- 그리스사 (신판 세계 각국사) 사쿠라이 마리코 (편집)